# Tmesisternus irregularis
Tmesisternus irregularis är en skalbaggsart som beskrevs av Raffaello Gestro 1876. Tmesisternus irregularis ingår i släktet Tmesisternus och familjen långhorningar.
Artens utbredningsområde är Irian Jaya. Inga underarter finns listade i Catalogue of Life.